# Puente Mudeirej
El Puente Mudeirej es un puente en el Líbano. Fue destruido en parte el 12 de julio de 2006, durante el conflicto entre el Líbano e Israel de 2006.
El puente fue inaugurado en 1998 por el asesinado ex primer ministro Rafiq Hariri y construido a un costo de US $ 44 millones. Se levanta hasta los 75 metros (246 pies) de altura, por lo que era el puente más alto en el Líbano y se tendió a lo largo de una ruta de montaña en la carretera Beirut-Damasco.
Fue objeto de un ataque aéreo israelí, cuyo bombardeo causó que dos pilares de alrededor 200 metros (656 pies) se estrellaran contra el suelo.